# Szlak Husarii Polskiej
Szlak Husarii Polskiej, nazývaná také Szlak im. Husarii Polskiej, německy Route der polnischen Husaren a česky lze neoficiálně přeložit jako Trasa polských husarů, je značená dálková turistická trasa v Horním Slezsku v jižním Polsku. Nachází se v městských okresech Bytom, Siemianowice Śląskie, Piekary Śląskie, Zabrze, Gliwice, a v okresech okres Będzin, okres Tarnovské Hory, okres Gliwice a okres Ratiboř ve Slezském vojvodství. Leží také v geomorfologických celcích Opavská pahorkatina, Ratibořská kotlina, Płaskowyż Rybnicki, Wyżyna Katowicka a Garb Tarnogórski.

## Historie a popis stezky
Trasa délky 153,7 km vznikla v roce 1959 a to na popud katolického kněze, vlastivědce a turisty Jerzy Pawlika (1919-2009). Trasa vznikla také u příležitosti 276. výročí pochodu polských vojsk (husarů) na Vídeň, kde sehráli rozhodující roli ve slavné bitvě u Vídně v roce 1683 pod vedením polského krále Jana III. Sobieského.

### Průběh trasy
Trasa turistické trasy, která překonává nekolik větších řek Troja, Psina, Odra, Sumina, Ruda, Bierawka, Kłodnica a Czarna Przemsza a vede přes místa:
- Będzin
- Siemianowice Śląskie
- Bytom
- Piekary Śląskie
- Orzech
- Nakło Śląskie
- Tarnowskie Góry
- Wieszowa
- Zabrze
- Gliwice
- Żernica
- Nieborowice
- Pilchowice
- Stanica
- Rudy
- Nędza
- Rezerwat Przyrody Łężczok
- Markowice
- Arboretum Bramy Moravskiej
- Widok
- Brzezie
- Racibórz
- Żerdziny
- Pietrowice Wielkie
- Pietraszyn
- Krzanowice (nedaleko česko-polské státní hranice)

## Další informace
Trasa je celoročně volně přístupná a navazuje na další turistické trasy a cyklistické trasy.